# Diptychia
Diptychia is een geslacht van vlinders van de familie spanners (Geometridae), uit de onderfamilie Ennominae.

## Soorten
- D. rhodotaenia Mabille, 1897
- D. rhodotenia Mabille, 1898